# It Had to Be You: The Great American Songbook
It Had to Be You: The Great American Songbook es el vigésimo álbum de estudio del cantante británico de rock Rod Stewart, publicado en 2002 por J Records. Es el primer disco de la serie de producciones The Great American Songbook y a su vez el primero con el sello de su amigo y productor, Clive Davis.
Con su nuevo contrato con el sello J, Stewart se enfocó en tributar a los artistas de la llamada Great American Songbook, por ello su estilo musical cambió del rock al pop tradicional, subgénero musical que abarcó desde mediados de los años veinte hasta principios de los cincuenta y de donde nació ese movimiento musical americano.
El 4 de febrero de 2003 el sello RCA Records lanzó un DVD con el mismo título, que incluyó canciones de este material y algunos de sus mejores éxitos.

## Recepción comercial y promoción
Tras su lanzamiento recibió malas críticas por parte de la prensa especializada, principalmente por la calidad del sonido y por el concepto mismo del álbum, aun así fue un gran éxito en las listas musicales como en ventas a nivel mundial. Alcanzó el puesto cuatro en los Billboard 200 estadounidenses y además ha sido certificado con triple disco de platino en ese país. Por su parte, en el Reino Unido obtuvo el octavo lugar en los UK Albums Chart y ha vendido más de 600 000 copias en dicho país, equivalente a doble disco de platino.
Para promocionarlo se publicaron dos canciones como sencillos; «These Foolish Things (Remind Me of You)» y «They Can't Take That Away from Me», que se ubicaron en los puestos 13 y 27 en la lista estadounidense Hot Adult Contemporary Tracks, respectivamente.

## Lista de canciones
| N.º | Título                                    | Escritor(es)                             | Duración |  |
| 1.  | «You Got to My Head»                      | John Frederick Coots, Haven Gillespie    | 4:17     |  |
| 2.  | «They Can't Take That Away from Me»       | George Gershwin, Ira Gershwin            | 3:25     |  |
| 3.  | «The Way You Look Tonight»                | Dorothy Fields, Jerome David Kern        | 3:49     |  |
| 4.  | «It Had to Be You»                        | Isham Jones, Gus Kahn                    | 3:24     |  |
| 5.  | «That Old Feeling»                        | Lew Brown, Sammy Fain                    | 2:54     |  |
| 6.  | «These Foolish Things (Remind Me of You)» | Harry Link, Holt Marvell, Jack Strachey  | 3:48     |  |
| 7.  | «The Very Thought of You»                 | Ray Noble                                | 3:20     |  |
| 8.  | «Moonglow»                                | Eddie DeLange, Will Hudson, Irving Mills | 3:32     |  |
| 9.  | «I'll Be Seeing You»                      | Fain, Irving Kahal                       | 3:51     |  |
| 10. | «Ev'ry Time We Say Goodbye»               | Cole Porter                              | 3:27     |  |
| 11. | «The Nearness of You»                     | Hoagy Carmichael, Ned Washington         | 3:00     |  |
| 12. | «For All We Know»                         | Coots, Sam M. Lewis                      | 3:24     |  |
| 13. | «We'll Be Together Again»                 | Carl T. Fischer, Frankie Laine           | 3:54     |  |
| 14. | «That's All»                              | Alan Brandt, Bob Haymes                  | 3:03     |  |

## Posicionamiento en listas
| País           | Lista                   | Posición |
| -------------- | ----------------------- | -------- |
| Polonia        | Polish Music Charts     | 2        |
| Estados Unidos | Billboard 200           | 4        |
| Australia      | ARIA Charts             | 5        |
| Reino Unido    | UK Albums Chart         | 8        |
| Canadá         | Canadian Albums Chart   | 10       |
| Países Bajos   | MegaCharts              | 11       |
| Noruega        | VG-lista                | 16       |
| Portugal       | Portuguese Albums Chart | 17       |
| Suecia         | Sverigetopplistan       | 24       |
| Alemania       | Media Control Charts    | 26       |
| Bélgica        | Ultratop (Flandes)      | 35       |
| Irlanda        | Irish Music Charts      | 40       |
| Austria        | Ö3 Austria Top 40       | 41       |
| Nueva Zelanda  | RIANZ Charts            | 46       |
| Suiza          | Swiss Music Charts      | 81       |
| Japón          | Japan Albums Chart      | 238      |

## Certificaciones
| País           | Organismo certificador | Certificación     | Ventas certificadas | Ref.   |
| -------------- | ---------------------- | ----------------- | ------------------- | ------ |
| Estados Unidos | RIAA                   | 3x Triple platino | 3 000               | [ 4 ]  |
| Canadá         | CRIA                   | 3x Triple platino | 300 000             | [ 20 ] |
| Australia      | ARIA                   | 3x Triple platino | 210 000             | [ 21 ] |
| Reino Unido    | BPI                    | 2x Doble platino  | 600 000             | [ 6 ]  |
| Brasil         | ABPD                   | Platino           | 125 000             | [ 22 ] |
| Polonia        | ZPAV                   | Platino           | 70 000              | [ 23 ] |
| Argentina      | CAPIF                  | Platino           | 40 000              | [ 24 ] |
| Suecia         | GLF                    | Oro               | 30 000              | [ 25 ] |

## Músicos
- Rod Stewart: voz
- Jimmy Rip, Jeff Mironov, Dennis Budimir, Jim Fox y Bob Mann: guitarra
- Dave Carpenter, David Finck, Reggie McBride y Bob Magnusson: bajo
- Russ Kassoff, Doug Katsaros, Lee Musiker, Don Sebesky y Randy Waldman: piano
- Willie Hollis, Randy Kerber y Renato Neto: sintetizador y piano
- Rob Mounsey: teclados y piano
- Philippe Saisse: teclados
- Harvey Mason, Allan Schwartzberg y Shawn Pelton: batería
- Tal Bergman, John Ferraro: batería y percusión
- Chris Botti: trompeta
- Michael Brecker y Dave Koz: saxofón tenor
- Dan Higgins: saxofón alto y clarinete
- Arturo Sandoval: trompeta y fliscorno